# Aurel Vlaicu (stație de metrou)
Aurel Vlaicu este o stație de metrou din București. Este situată în partea de nord (Cartierul Aviației) a capitalei la intersecția cu Șoseaua Pipera și Calea Floreasca. Accesul în stație se face numai pe intrările de pe Șoseaua Pipera, există și o ieșire spre Calea Floreasca ce este prevăzută cu scară rulantă (urcare).

## Galerie di imagini

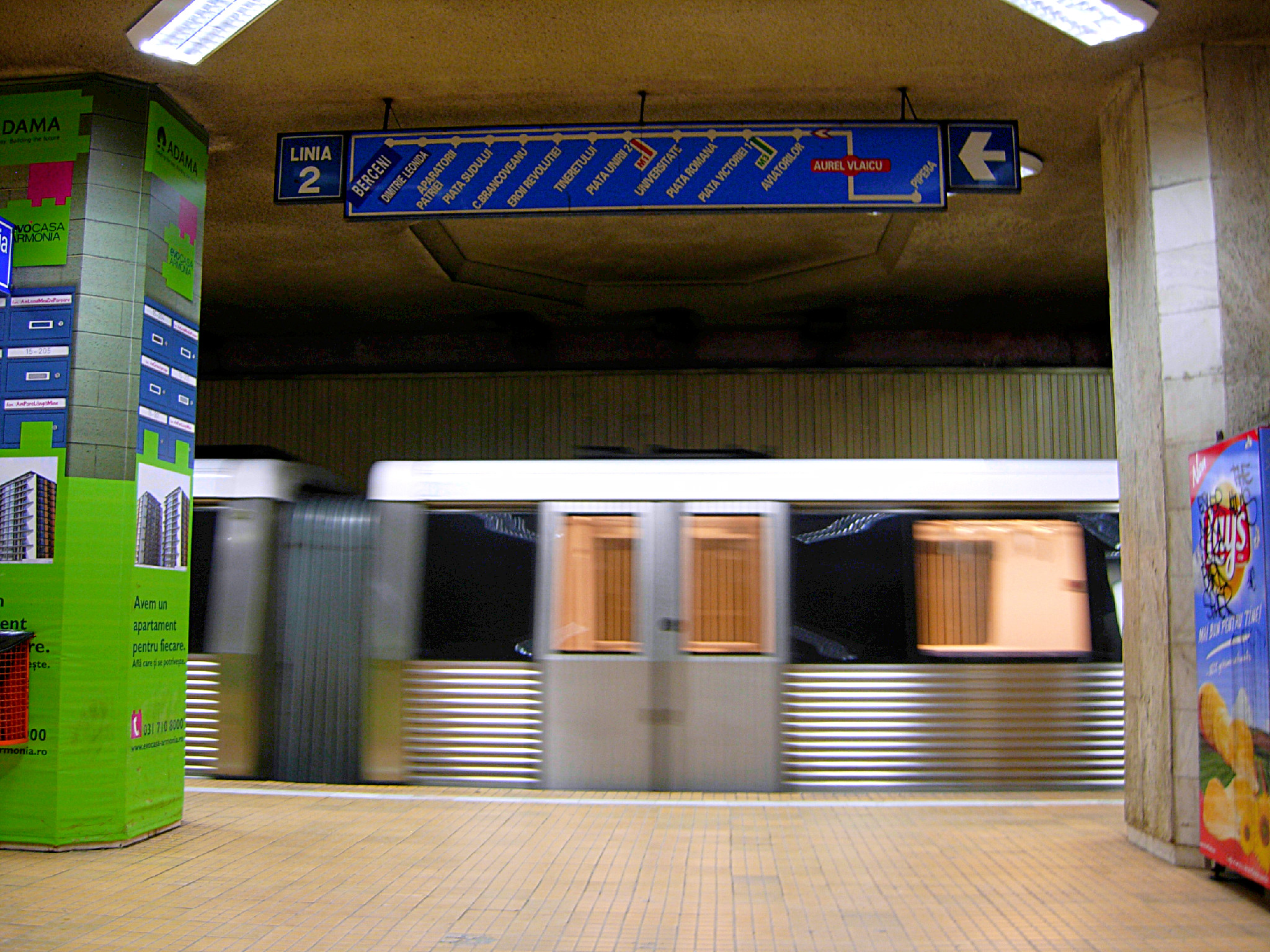
Tren în gară

## Legături STB
Linia de autobuz: 112, 135, 243, 330, 343, 605